# 포은중앙도서관
포은중앙도서관은 경상북도 포항시에 있는 도서관이다.

## 연혁
- 2013년 6월 11일 착공.
- 2015년 3월 23일 포은중앙도서관 명칭 선정.
- 2015년 7월 29일 준공.
- 2015년 10월 26일 개관.

## 시설 현황
- 지하 1층 - 지하주차장, 발전기실, 전기실, 중앙자동제어처리실, 기계실(2,519.61m2)
- 지상 1층 - 아트리움, 어린이자료실, 유아자료실, 이야기방, 수유방, 어울마루, 무인대출반납실, 만화자료실, 배움3터(2,631.05m2)
- 지상 2층 - 옥외 야외공간(1,983m2)
- 지상 3층 - 디지털자료실, 상주작가실, 나눔2터, 도시재생과, 배움1~2터, 웹툰창작체험실, 포은정목주선양전시실, 쉼터1,2(1,443.95m2)
- 지상 4층 - 어문학자료실, 자원봉사실, 사무실, 관장실(1,388.77m2)
- 지상 5층 - 일반자료실, 나눔3터, 본관서고(1,331.92m2)
- 지상 6층 - 분관서고, 둥지마루(497.00m2)

## 이용 안내
이용 시간
- 어린이, 유아, 만화, 디지털, 문화행사 : 09:00 ~ 18:00
- 어문학, 일반 : 월~금 09:00 ~ 22:00 / 토,일 09:00 ~ 18:00
- 무인대출반납실 : 도서관 운영시간 외

휴관일
- 매월 첫째, 셋째 월요일
- 일요일을 제외한 공휴일
- 그 밖에 도서관장이 필요하다고 인정하는 날